# Кавамура, Сэити
Сэити Кавамура (яп. 川村清一 Кавамура Сэити, 1881—1946) — японский миколог.

## Биография
Родился 11 мая 1881 года в городе Цуяма префектуры Окаяма. Брат зоолога Тамидзи Кавамуры (1883—1964).
Учился в Токийском императорском университете, в 1906 году окончил ботаническое отделение естественнонаучного факультета. Получил степень доктора наук. На протяжении многих лет являлся профессором Тибского университета (Тиба).

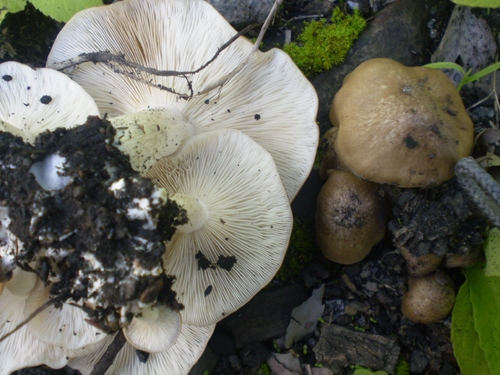
Lyophyllum shimeji

Вёл переписку с Кёртисом Гейтсом Ллойдом, отправлял ему гербарные образцы. Занимался исследованием агариковых грибов Японии, в частности, впервые описал в качестве вида популярный съедобный гриб симэдзи — Lyophyllum shimeji (Kawam.) Hongo, 1971, а также ядовитый люминесцентный гриб Ламптеромицес японский (Lampteromyces japonicus (Kawam.) Singer, 1947). Кавамура исследовал природу свечения гриба, а также проводил эксперименты по изучению эффекта воздействия различных температур на светящиеся грибы.
Названные Кавамурой в честь ботаника и миколога Манабу Миёси роды Miyoshia и Miyoshiella впоследствии были признаны синонимами Chaetosphaeria Tul. & C.Tul., 1863.
Умер Сэити Кавамура 11 марта 1946 года.

## Некоторые научные публикации
- Kawamura, S. Studies on the Luminous Fungus, Pleurotus japonicus sp. nov. (неопр.) // The journal of the College of Science, Imperial University of Tokyo, Japan. — 1915. — Т. 35, № 3. — С. 1—29.
- Kawamura, S. The Japanese giant puffball differs from the giant puffball in America and Europe or Lasiosphaera fenzlii from Nicobar Islands (англ.) // Journal of Japanese Botany : journal. — 1937. — Vol. 13. — P. 748—757.

## Грибы, названные в честь Кавамуры
- Leotia lubrica f. kawamurae S.Imai, 1941